# Donald et Dingo marins
Pour plus de détails, voir Fiche technique et Distribution.
Donald et Dingo marins (titre original : No Sail) est un court métrage d'animation américain réalisé par Jack Hannah, sorti le 7 septembre 1945.
Ce dessin animé de la série des Donald Duck et Dingo produit par Walt Disney est distribué par RKO Radio Pictures.

## Synopsis
Donald et Dingo vont faire une sortie en mer sur un bateau dont la voile est actionnée par une machine qui la sort moyennant 5 cents. Le problème est que c'est à chaque fois pour une durée limitée et que nos deux héros se retrouvent vite sans le sou au milieu de l'océan…

## Fiche technique
- Titre original : No Sail
- Titre français : Donald et Dingo marins
- Série : Donald Duck et Dingo
- Réalisateur : Jack Hannah
- Scénario : Dick Kinney, Ralph Wright
- Animateurs : Bob Carlson, Hugh Fraser, John Reed et Judge Whitaker
- Layout: Yale Gracey
- Décors : Thelma Witmer
- Musique: Oliver Wallace
  - Extrait de A Life on the Ocean Wave (en) de Henry Russell (en)
- Voix : Clarence Nash (Donald) et Pinto Colvig (Dingo)
- Producteur : Walt Disney
- Société de production : Walt Disney Productions
- Société de distribution : RKO Radio Pictures
- Date de sortie : 7 septembre 1945[1]
- Format d'image : couleur (Technicolor)
- Son : Mono (RCA Photophone)
- Durée : 7 min
- Langue : (en)
- Pays :  États-Unis

## Voix françaises
- Sylvain Caruso : Donald Duck
- Roger Carel : Dingo

## Titre en différentes langues
D'après IMDb :
- Danemark : Så til søs
- Finlande : Ei purjeita
- Suède : Kalle Anka i sjönöd